# Live Evil
| 전문가 평가 | 전문가 평가 |
| 평가 점수   | 평가 점수   |
| 출처        | 점수        |
| ----------- | ----------- |
| AllMusic    | [ 1 ]       |
| Blender     | [ 2 ]       |

《Live Evil》은 영국의 헤비 메탈 밴드 블랙 사바스의 첫 번째 공식 라이브 음반이다. 이전에 발매된 《Live at Last》 (1980년)는 밴드의 제재를 받지 않았다. 《Live Evil》은 《빌보드》 팝 음반 차트에서 37위로 정점을 찍었다.

## 녹음
1982년 초에 블랙 사바스의 이전 경영진과의 출판 계약이 만료되었다. 이전의 카탈로그에서 몇 곡의 노래를 다시 녹음하여 라이브 음반으로 발표함으로써, 모든 송라이터들은 출판 로열티로 큰 이익을 보게 되었다. 라이너는 이 음반이 1982년 투어 동안 《Mob Rules》 음반을 지원하기 위해 시애틀, 샌안토니오, 댈러스에서 녹음되었다고 진술하고 있지만, 어느 장소에서 어떤 노래가 연주되었는지에 대한 구체적인 정보는 제공하지 않고 있다.
기타리스트 토니 아이오미는 자서전 《Iron Man: My Journey Through Heaven & Hell with Black Sabbath》에서 이 기간 동안 밴드의 라이브 쇼가 "불과 폭탄을 실은 피로의 많은 부분"을 선보였으며, 해머스미스 아폴로를 연주하는 동안 폭탄이 시험되었고 "내 옆구리에 2피트 넓이의 구멍이 뚫려있었다. 내가 거기 있었더라면, 나는 폭발했을 것이다. 맙소사, 위험했다."라고 회상한다. 아이오미는 또한 이 밴드가 매디슨 스퀘어 가든에서 첫 곡 〈War Pigs〉의 첫 음을 듣는 동안 폭탄이 모든 암페어의 튜브를 날려버렸을 때 공연을 취소해야 했다는 것을 인정한다. 2008년 회고전 《The Rules of Hell》에 실린 라이너 노트에 보컬리스트 로니 제임스 디오는 "훌륭한 투어였다. 나는 우리가 아마도 《Heaven and Hell》의 성공에 꽤 높은 점수를 받고 있었다고 생각했고, 그래서 우리는 결국 정말, 정말로 잘 연주하게 되었다. 마지막까지 쇼는 훌륭했다"고 말했다. 그러나 록 저널리스트 스테판 치라지는 2008년 《Live Evil》을 만든 이면의 이야기가 조용하지만 야만적인 본능적 혼란의 하나이며 침묵과 무언의 비난, 용서할 수 없는 일정 때문에 무너지고 있다는 것을 관찰하면서 한동안 밴드 구성원들 사이에 긴장이 고조되어 왔다.
아이오미는 이상하게 멀리 있는 군중들 소리 중에서 이렇게 말했다. "우리는 청중을 잊었습니다!" 같은 인터뷰에서, 그는 "엔지니어가 콕콕 집어 올리지 않은 트랙"을 선택해 달라고 부탁했다. "저는 〈Sign of the Southern Cross〉에 흐르는 〈Heaven and Hell〉을 좋아했습니다. 그럴 때가 있었어요, 그 때요."

## 곡 목록
| #  | 제목                    | 작사·작곡                                    | 재생 시간 |
| -- | ----------------------- | -------------------------------------------- | --------- |
| 1. | 〈E5150〉               | 로니 제임스 디오, 토니 아이오미, 기저 버틀러 | 2:21      |
| 2. | 〈Neon Knights〉        | 디오, 아이오미, 버틀러, 빌 워드              | 4:36      |
| 3. | 〈N.I.B.〉              | 오지 오스본, 아이오미, 버틀러, 워드          | 5:09      |
| 4. | 〈Children of the Sea〉 | 디오, 아이오미, 버틀러, 워드                 | 6:05      |
| 5. | 〈Voodoo〉              | 디오, 아이오미, 버틀러                       | 6:07      |

| #  | 제목              | 작사·작곡                      | 재생 시간 |
| -- | ----------------- | ------------------------------ | --------- |
| 6. | 〈Black Sabbath〉 | 오스본, 아이오미, 버틀러, 워드 | 8:39      |
| 7. | 〈War Pigs〉      | 오스본, 아이오미, 버틀러, 워드 | 4:43      |
| 8. | 〈Iron Man〉      | 오스본, 아이오미, 버틀러, 워드 | 7:29      |

| #   | 제목                | 작사·작곡                    | 재생 시간 |
| --- | ------------------- | ---------------------------- | --------- |
| 9.  | 〈The Mob Rules〉   | 디오, 아이오미, 버틀러       | 4:10      |
| 10. | 〈Heaven and Hell〉 | 디오, 아이오미, 버틀러, 워드 | 12:04     |

| #   | 제목                                                           | 작사·작곡                                           | 재생 시간 |
| --- | -------------------------------------------------------------- | --------------------------------------------------- | --------- |
| 11. | 〈The Sign of the Southern Cross/Heaven and Hell (Continued)〉 | 디오, 버틀러, 아이오미/디오, 아이오미, 버틀러, 워드 | 7:15      |
| 12. | 〈Paranoid〉                                                   | 오스본, 아이오미, 버틀러, 워드                      | 3:46      |
| 13. | 〈Children of the Grave〉                                      | 오스본, 아이오미, 버틀러, 워드                      | 5:25      |
| 14. | 〈Fluff〉                                                      | 버틀러, 아이오미, 오스본, 워드                      | 0:59      |